# Mạch nha

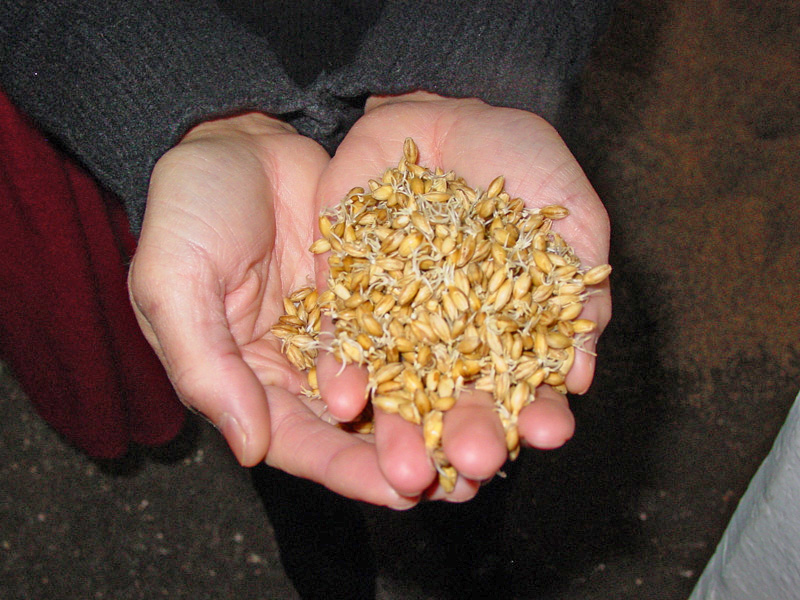
Hạt lúa mạch đã nảy mầm

Mạch nha là một sản phẩm làm từ mầm của ngũ cốc (lúa mì, lúa mạch, đại mạch, yến mạch…) được cho nảy mầm trong điều kiện kiểm soát chứ không giống cách nảy mầm tự do ngoài thiên nhiên và được sấy khô khi đạt được độ mầm nhất định. Đó chính là những hạt lúa mạch đã nảy mầm dùng để chế rượu, bia. Tên khoa học maltum. Mạch nha chính thức là hạt lúa mạch hor - deum sativum jess. Var. Vulgare hack hoặc một loài hordeum khác thuộc họ lúa poaceae (gramineae) cho mọc mầm, rồi sấy khô ở nhiệt độ dưới 60°.

## Chế biến
Thường để sản xuất mạch nha người ta thường dùng các loại đại mạch chuyên dùng chế bia. Phần nhiều là các loại đại mạch mùa hè, bông có hai hàng, đại mạch mùa đông và đôi khi loại lúa mì đặc biệt khác. Quá trình sấy khô với nhiệt độ cao thấp khác nhau sẽ tạo ra các loại mạch nha dùng chế bia có màu đậm nhạt khác nhau. Mạch nha cũng có thể dùng để sản xuất Whiskey. Ngoài ra còn có loại mạch nha (mầm) cà phê, là một loại sản phẩm thế cho cà phê có dùng cho trẻ em.
Bột mầm mạch nha (phần nhiều là từ lúa mì) thường dùng trong các lò sản xuất bánh, các xưởng chế bột, để bổ sung vào các loại bột có khả năng nở, trương yếu. Hàm lượng đường và enzyme trong bột mạch nha làm tăng khả năng tạo khí (gas) trong bột để bột phình lên cũng như làm bánh vàng đều hơn khi nướng. Trong quy trình chế bia, người ta thường bổ sung khoảng 10% loại caramel mạch nha để làm tròn khẩu vị của bia. Loại mạch nha rang cháy thường được bổ sung từ 1-2% vào tổng trọng lượng trong mỗi mẻ bia để tạo ra bia màu đậm (đen).
Ở Việt Nam vì chưa có lúa mạch, vẫn dùng hạt thóc tẻ (thóc chiêm hay thóc mùa đều vậy) oryza sativa l. Var. Utilissima cùng họ để ngâm cho nẩy mầm rồi phơi khô gọi là cốc nha. Mới đây ta có nhập giống lúa mạch về trồng để chế bia nhưng chưa đủ để sử dùng. Muốn có thóc nẩy mầm, chỉ cần đãi thóc sạch đất cát, ngâm nước cho ẩm, sau đó ủ kín, thỉnh thoảng tưới nước để giữ ẩm đều, sau vài ngày hạt thóc nảy mầm, khi nào số mầm bắt đầu xanh thì lấy ra phơi nắng cho khô, để nguyên hoặc tán nhỏ, sảy hết trấu mà dùng.

## Thành phần hóa học
Trong mạch nha cũng như trong thóc nảy mầm có tinh bột, chất béo, chất protit, đường mantoza, sacaroza, các men amylaza, mantaza, vitamin b, c, lexitin.

## Công dụng
Mạch nha hay mầm thóc do chứa các chất men, các chất có thể hấp thụ được ngay cho nên giúp sự tiêu hóa các thức ăn có tinh bột và có tác dụng bồi bổ rất tốt cho những người ăn uống khó tiêu, chán ăn. Do các vitamin b, c cho nên còn dùng chữa các bệnh phù do thiếu vitamin. Ngày dùng 12-13g dưới hình thức nước pha hay cao mạch nha. Muốn chế cao mạch nha cần tán bột mạch nha, chiết suất bằng nước ở nhiệt độ 60° và cô đặc ở nhiệt độ thấp dưới 60°..